# Nerilla digitata
Nerilla digitata är en ringmaskart som beskrevs av Christian Wieser 1957. Nerilla digitata ingår i släktet Nerilla och familjen Nerillidae. Inga underarter finns listade i Catalogue of Life.